# 恩迪比爾
恩迪比爾（Emdibir）是埃塞俄比亞西南部南方各族州古拉蓋地區的小鎮，座標8°7′N 37°56′E / 8.117°N 37.933°E，海拔2,130米至2,164米。鎮內有電力供應、電話和郵政服務。根據埃塞俄比亞中央統計局2005年人口普查的資料，恩迪比爾人口總數約4,057人，其中男性1,992人，女性2,065人。